# Каку (Выру)
Ка́ку (эст. Kaku) — деревня в волости Выру уезда Вырумаа, Эстония.
До административной реформы местных самоуправлений Эстонии 2017 года деревня входила в состав волости Ласва (упразднена).

## География и описание
Расположена в 9 километрах к востоку от уездного и волостного центра — города Выру. Высота над уровнем моря — 85 метров.
Климат умеренный. Официальный язык — эстонский. Почтовый индекс — 65215.

## Население
По данным переписи населения 2021 года, в Каку насчитывалось 5 жителей, из них 4 (80,0 %) — эстонцы.
По данным переписи населения 2011 года, число жителей деревни составило 4 человека, из них 3 (75,0 %) — эстонцы.
Численность населения деревни Каку по данным переписей населения:
| Год  | 1959 | 1970 | 2000 | 2010 | 2011 | 2021 |
| ---- | ---- | ---- | ---- | ---- | ---- | ---- |
| Чел. | 40   | ↘ 32 | ↘ 9  | ↘ 6  | ↘ 4  | ↗ 5  |

## История
Деревня возникла не позднее начала XIX века на месте хутора, расположенного на окраине мызы Пинди. В русских источниках 1900 года упоминается как Како, 1922 года — Какку (эст. Kakku).
В 1977—1997 годах Каку была частью деревни Нынова (эст. Nõnova).

## Происхождение топонима
«Каку» было распространённым добавочным именем, которое давали крестьяне в некоторых районах Вырумаа, а также других регионов Эстонии. Это старое имя, возможно, возникло от слова «какк» (эст. kakk) — «сыч», «сова», «филин». Также возможно, что название произошло от средневекового личного имени, например, в 1419 году был записан житель Каке Тейвассоне (Kake Teyvassone). Также из XV–XVI веков до настоящего времени дошли добавочные имена, которые связаны со словом «какк»: в 1529 году был записан Мартен Какк (Marten Kack), в 1549 году — Петер Какк (Peter Kack).

## Комментарии
1. ↑  Эстонские топонимы, оканчивающиеся на -а, не склоняются и не имеют женского рода (исключение — Нарва)[12].